# Jurançon (druivensoort)

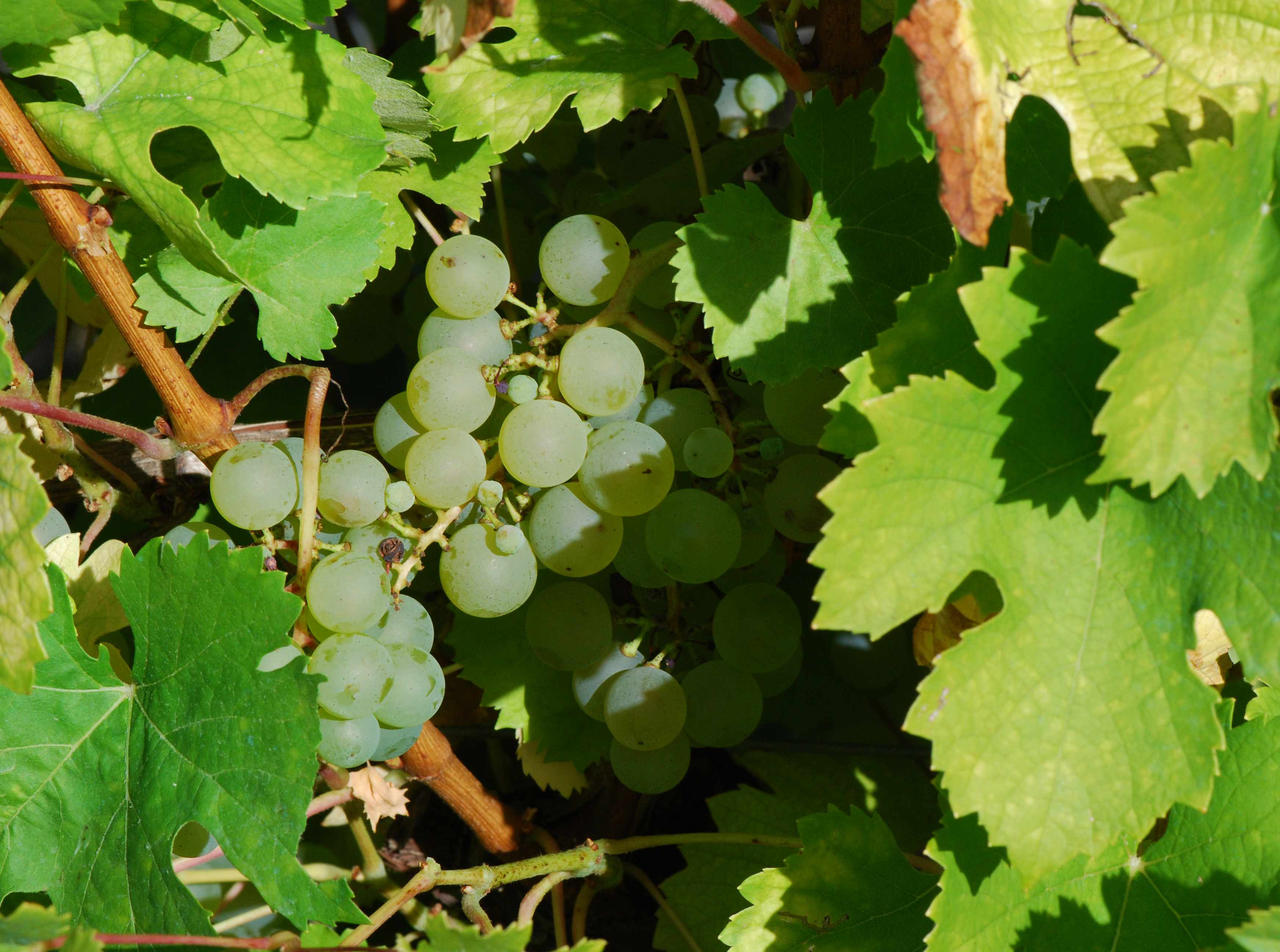
Jurançon Blanc

Jurançon, van dit cépage bestaan twee varianten, de zwarte en de witte. Het is een typische druivensoort van het zuidwesten van Frankrijk.
De aanplant loopt sterk terug: 
- De zwarte 12.320 hectare in 1958 en in 2004 nog slechts  1.294 hectare.
- De witte 5.760 hectare in 1958 en nog slechts 137 hectare in 1988.
- Er is ook aanplant bekend in Uruguay.

De Jurançon noir  heeft  het cépage Chenanson voortgebracht, dit is de witte variant de Jurançon blanc, die voor  Armagnac en cognac wordt gebruikt.
Deze cépages worden echter niet voor Jurançonwijnen gebruikt.
Het is een productieve, snel groeiende druivensoort voor rode wijn.  Misschien een afstammeling van de zeer productieve soort Aramon.
De soort is vernoemd naar de gemeente Jurançon in de Pyrénées-Atlantiques.
De wijn is licht gekleurd met veel alcohol, de smaak is niet erg intens en wordt meestal gebruikt in een blend met wijnen van andere druivensoorten, zoals onder anderen de Côtes de Gascogne.